# Oxypoda recondita
Oxypoda recondita är en skalbaggsart som beskrevs av Ernst Gustav Kraatz 1856. Oxypoda recondita ingår i släktet Oxypoda, och familjen kortvingar. Arten är reproducerande i Sverige.